# 才教学園小学校・中学校
才教学園小学校・中学校 （さいきょうがくえんしょうがっこう・ちゅうがっこう）は、長野県松本市村井町北二丁目にある私立小学校・中学校。設置者は学校法人才教学園。2012年(平成24年)5月1日現在の生徒数は小学校が20学級315名、中学校が8学級151名。開校時に松本市が構造改革特別区域研究開発学校設置事業を申請し認可を受けた。

## 沿革
2005年、長野県初の私立小中一貫校として松本市内田に開校。児童生徒数の増加に伴い、2007年松本市芳川村井町（当時）に移転。

校歌の作曲は香月修（桐朋学園大学教授）、中学校の制服のデザインは小野塚秋良。

## 学校行事
「体育祭」（5月）、「さいきょう祭」（10月）、「プレゼンテーションコンテスト」（2月）を三大行事と呼ぶ。
- 体育祭は、小中全校が赤・白の2組に分かれて戦う。タイヤを自陣まで引き合うタイヤ取りという種目がある[4]。

「かけっこ」・「短距離走」・「棒引き」・「一球入魂」・「大綱引き」・「大玉運び」・「台風の目」・「選抜リレー」などいろいろな種目がある
- さいきょう祭は、主にキッセイ文化ホールを借りてミュージカル、合唱、合奏などを行う[要出典]。
- プレゼンテーションコンテストは、パワーポイントや実演を交えて現地調査や研究したことを発表して競う[要出典]。
- 4月には、中学3年生が海外修学旅行を行う。1月には、小学4年生から中学2年生が、スキー・スノーボード教室を行う[5]。

## 部活動
運動系ではバスケットボール部、卓球部、硬式テニス部がある。文化系では吹奏楽部、合唱部、美術部、競技かるた部がある。吹奏楽部の前身に当たるフルート・アンサンブル部は平成20年度長野県吹奏楽コンクール（B編成）金賞を獲得した。また、硬式テニス部女子は平成24年度全国中学生テニス選手権大会 長野県予選で準優勝し、北信越大会に進出した。

## 施設
- 校舎：地上5階、地下1階（生徒利用禁止[要出典]）。
- 体育館：2017年より体育館が設置され、体育の授業や部活動で利用されている[要出典]。

## 交通・通学手段
- JR篠ノ井線：平田駅より徒歩15分。
- 通学手段

多くの児童生徒が電車やスクールバスで通学する。スクールバスは松本市内4コース、塩尻、豊科、諏訪、岡谷、平田駅巡回の9コース運行している。他に徒歩、自転車、保護者による車送迎で、中信地方の広範囲（主に松本市、塩尻市、安曇野市など）や諏訪地域（諏訪市、岡谷市など）から通学している。

## 入学試験
小学校1年次（定員75名）の募集以外に小学校2年次から中学校3年次生（各定員数名）の募集も行っている。小学校1年の入試はわんぱくテストと称し、国語・算数・知能の筆記試験と運動・創造性・日常生活の実技試験を行う。他学年は筆記試験と面接。それに加えて全ての学年で保護者面接を行っている。。

## 年長児向け小学準備講座
「わくわくプレスクール」と題し、4～10月（9月は休み）の全6回、最終土曜日10時～11時半に開講。かず、もじ、えいご を学ぶ。えんぴつの持ち方、授業を受ける姿勢、あいさつや返事の仕方も含まれる。各回先着75名の募集で、1クラス15名程度。1回のみの参加も可能。地域貢献の教育活動としているため、参加費用は無料。
4, 7, 10月は未就学児の保護者対象の「お母さんお父さんのための”教え方講座”」、5月は「学校説明会」が同時開催となっている。

## 教員免許法違反
2013年8月20日、開校以来、教育職員免許法違反行為を繰り返していたことがわかった。違反の内容は
- 小学校の教員免許しか持たない教員が中学校で教える（認められていない）
- 中学校の免許しか持たない教員が小学校の学級担任になる（同じ教科であれば小学校で教えることは可）
- 中学校の教員が、免許を持たない科目を担当する（中学校の免許は教科ごとに分かれている）

などとされ、年度単位で延べ64人にのぼり、2013年度は11人が必要な教員免許を持たずに指導していた。